# Episodi di Alexa - Vita da detective (quarta stagione)
La quarta stagione della serie televisiva Alexa - Vita da detective è andata in onda in Nuova Zelanda dal 21 aprile al 9 giugno 2024 su TVNZ 1. In Italia è attualmente inedita e sarà trasmessa su Giallo nel 2025.
| nº | Titolo originale             | Titolo italiano | Prima TV Nuova Zelanda | Prima TV Italia |
| -- | ---------------------------- | --------------- | ---------------------- | --------------- |
| 1  | To Dye For                   |                 | 21 aprile 2024         |                 |
| 2  | Tough Love                   |                 | 28 aprile 2024         |                 |
| 3  | Location, Location, Location |                 | 5 maggio 2024          |                 |
| 4  | One Man's Poison             |                 | 12 maggio 2024         |                 |
| 5  | En Pointe                    |                 | 19 maggio 2024         |                 |
| 6  | The Good Oil                 |                 | 26 maggio 2024         |                 |
| 7  | The Widows' Club Part 1      |                 | 2 giugno 2024          |                 |
| 8  | The Widows' Club Part 2      |                 | 9 giugno 2024          |                 |